# Arquidiócesis de Nidaros
La arquidiócesis de Nidaros (en latín: Archidioecesis Nidrosiensis y en noruego: Nidaros erkebispedøme) fue una circunscripción eclesiástica de la Iglesia católica en Noruega. Fue suprimida el 2 de septiembre de 1537 por decisión del rey de Dinamarca y Noruega y suplantada por una superintendencia luterana en 1546, quedó suprimida de hecho como católica al fallecer su último arzobispo católico el 7 de febrero de 1538. Se trataba de una arquidiócesis latina, sede metropolitana de la provincia eclesiástica de Nidaros.

## Territorio y organización

Palacio del Arzobispo, Trondheim

La arquidiócesis extendía su jurisdicción sobre los fieles católicos de rito latino residentes en los condados (modernos) de Trøndelag, Nordland, Troms y Finnmark, junto con las regiones de Nordmøre y Romsdal (en el condado de Møre og Romsdal) y Härjedalen (en Suecia), y también la parte norte de Østerdalen (Tynset, Tolga y Os). La región de Sunnmøre (en Møre og Romsdal) fue transferida de la diócesis de Bjørgvin a la nueva arquidiócesis de Nidaros algún tiempo después de 1152, para asegurarle más ingresos. Desde el 28 de marzo de 1979 el área es parte de la prelatura territorial de Trondheim (iniciada como misión sui iuris de Noruega Central el 7 de abril de 1931). 
La sede de la arquidiócesis se encontraba en la ciudad de Trondheim (llamada entonces Nidaros), en donde se hallaba la Catedral de la Santísima Trinidad (o Catedral de Cristo), que hoy pertenece a la Iglesia de Noruega, y en donde se encontraba la tumba del rey Olaf II el Santo (san Olaf).
La arquidiócesis tenía como sufragáneas (al momento de su supresión) a las diócesis de Bergen, Garðar, Hamar, Hólar, Islas Feroe, Oslo, Skálholt y Stavanger. Hasta el 17 de agosto de 1472 la diócesis de las Orcadas (islas Orcadas y Hébridas) y la diócesis de Sodor o de las Islas (isla de Man y otras de Escocia) también habían sido parte de la provincia eclesiástica de Nidaros, pero pasaron a serlo de la arquidiócesis de San Andrés.
Los textos de la misa tal como se celebraba en Noruega y en otras tierras de la provincia metropolitana de Nidaros antes de la Reforma protestante (el rito de Nidaros) sobreviven en una copia del Misal impreso de 1519 y en tres textos manuscritos, B (c. 1300), C (siglo XIII) y D (c. 1200).

## Historia
En 997 el rey Olaf I de Noruega fundó en la desembocadura del río Nidelva la ciudad de Nidaros, en donde construyó una residencia y una iglesia. Fue la capital de Noruega y residencia de los reyes hasta 1217. Olaf I trabajó para difundir el cristianismo en Noruega, las islas Orcadas, Shetland y Feroe, Islandia y Groenlandia. El rey Olaf II el Santo erigió en 1030 una sede episcopal en Nidaros, instalando al monje Grimketel como obispo. Además, muchos obispos y sacerdotes ingleses y alemanes llegaron a Noruega. Hacia 1070 se inició la construcción de la Catedral de Nidaros, dedicada a la Santísima Trinidad, que se completó a finales del siglo XIII. 
Los obispados noruegos fueron sufragáneos al principio de la arquidiócesis de Hamburgo-Bremen y en 1104 pasaron a formar parte de la provincia eclesiástica de la arquidiócesis de Lund (primado de Escandinavia), hasta que Nidaros fue elevada al rango de arquidiócesis metropolitana en 1153. Como los noruegos querían un arzobispo propio, el papa Eugenio III, resolviendo erigir una sede metropolitana en Nidaros, envió allí como legado (1151) al cardenal Nicholas Breakspeare (futuro papa Adriano IV). El legado instaló a Jon Birgerson, anteriormente obispo de Stavanger, como arzobispo de Nidaros. Se convirtieron en sus sufragáneas las diócesis de Oslo (erigida en 1073), Bergen (o Bjørgvin, erigida en Selja circa 1068 y trasladada en 1180), Stavanger (erigida en 1130), Hamar (erigida en 1151), Islas Feroe (erigida en 1047), Garðar en Groenlandia (erigida en 1126; sufragánea hasta 1378), Hólar en Islandia (erigida en 1105), Skálholt en Islandia (erigida en 1056), Orcadas (erigida en 1070; sufragánea hasta 1472), Sodor y Man.
En 1277 se firmó el Concordato de Tønsberg (Sættargjerden in Tønsberg) entre el rey Magnus VI de Noruega y Jon Raude, arzobispo de Nidaros, por el que se confirmaban ciertos privilegios del clero, la libertad de elección episcopal y cuestiones similares. 

### Reforma protestante
Como conclusión de la guerra del Conde, el 6 de agosto de 1536 Cristián III entró en Copenhague y en la noche del 12 de agosto llevó a cabo un golpe de Estado durante el cual fue capturado el arzobispo Torbern Bille de Lund junto con dos obispos que estaban en la ciudad. Luego los demás obispos del reino fueron detenidos. El rey convocó una asamblea de notables en Copenhague el 20 de octubre de 1536, en la que se decidió que los obispos debían ser depuestos y sus bienes confiscados en beneficio de la corona.
En la guerra del Conde, durante 12 años el arzobispo de Nidaros, Olav Engelbrektsson, fue de hecho el gobernante de Noruega, opuesto a las aspiraciones de Cristián III por ser partidario del rey Cristián II de Dinamarca, fue el oponente más importante del movimiento de Reforma e intentó independizar Noruega. Las tensiones aumentaron en 1536, cuando el Consejo Privado danés declaró que Noruega era provincia del Reino de Dinamarca. Vincens Lunge fue enviado a Noruega como rikshovmeister (gran mayordomo) para hacer cumplir la anexión. La respuesta no fue amistosa y fue asesinado por seguidores del arzobispo Engelbrektsson. El arzobispo se refugió en la abadía de Nidarholm, ubicada en una isla, en donde pasó el invierno hasta 1537.
El 3 de mayo de 1537, María de Austria, gobernadora de los Países Bajos, acordó una tregua de tres años con Cristián III. Uno de los párrafos del acuerdo se refería específicamente a Olav Engelbrektsson, permitiéndole la posibilidad de emigrar a cualquier país de su elección con sus pertenencias personales. Y si ya estaba en cautiverio, debía ser liberado inmediatamente. Pero, para entonces, ya llevaba dos días en los Países Bajos de los Habsburgo. El arzobispo había esperado tanto como pudo para abandonar Noruega. Su último acto como arzobispo de Nidaros fue la consagración de Sigmundur Eyjólfsson de Islandia como obispo de la diócesis de Skálholt el Domingo de Ramos, el 25 de marzo de 1537, en las ruinas de la Catedral de Nidaros. Una semana después, el Domingo de Pascua, el 1 de abril de 1537, el arzobispo abandonó Nidaros con 60 seguidores. Se llevó consigo los archivos de la arquidiócesis.
En abril de 1537, para convertir a Noruega al luteranismo, el rey Cristián III envió un ejército a través del mar del Norte. Sus tropas llegaron a la fortaleza de Bergenhus en Bergen el 1 de mayo de 1537. Liderados por Truid Ulfstand, se dirigieron a Nidaros, pero el arzobispo ya había huido al exilio, así que fueron por los obispos restantes.
El 2 de setiembre de 1537 el rey Cristián III firmó el Ordinatio ecclesiastica regnorum Daniae et Norwegiae et ducatuum Slesvicencis, Holtsatiae etc. etc., por el que en el Reino de Dinamarca y Noruega las diócesis fueron convertidas en superintendencias luteranas, suplantando formalmente a las diócesis católicas. La arquidiócesis fue así suprimida por el rey y la catedral quedó muy deteriorada.
Olav Engelbrektsson fue el último arzobispo católico de la arquidiócesis en comunión con la Santa Sede. Murió en Lier, Bélgica, el 7 de febrero de 1538 quedando de hecho suprimida la arquidiócesis católica habiendo sido prohibido el catolicismo en el reino. 
En 1546 Torbjørn Bratt fue nombrado primer superintendente de Trondheim de la Iglesia de Noruega, que desde 1660 recibió el nombre de diócesis de Trondheim. En 1919 fue renombrada diócesis de Nidaros.

## Episcopologio
- Jon Sigurd † (circa 1032-circa 1050)
- Grimkjell †
- Sigurd † (circa 1050)
- Adalbrikt † (circa 1080-circa 1090)
- Simon † (circa 1103-circa 1130)
- Ivar Kalfsson † (después de 1139-? falleció)
- Reidar † (?-1151 falleció)
- Jon Birgisson † (1152-1157 falleció)
- San Eystein de Nidaros † (1157/1161-31 de diciembre de 1188 falleció)
- Eirik Ivarsson † (1189-1205 renunció)
- Tore I † (1206-8 de agosto de 1214 falleció)
- Guttorm † (1215-6 de febrero de 1224 falleció)
- Peter av Husastad † (1224-9 de octubre de 1226 falleció)
- Tore II † (1227-7 de abril de 1230 falleció)
- Sigurd Eindridesson † (1230/1231-6 de marzo de 1252 falleció)
- Sørle † (3 de febrero de 1253-1 de mayo de 1254 falleció)
- Einar † (12 de marzo de 1255-1263 falleció)
  - Birgir † (1263/1264) (obispo electo)
- Håkon † (1265-18 de agosto de 1267 falleció)
- Jon Raude † (24 de junio de 1268-21 de diciembre de 1282 falleció)
  - Narve, O.P. † (obispo electo)
- Jørund † (15 de febrero de 1287-11 de abril de 1309 falleció)
- Eiliv Korte Arnason † (4 de diciembre de 1310-2 de noviembre de 1332 falleció)
- Pål Bårdsson † (26 de noviembre de 1333-1 de febrero de 1346 falleció)
- Arne Vade Einarsson † (30 de agosto de 1346-17 de octubre de 1349 falleció)
- Olav, O.S.B. † (3 de noviembre de 1350-1371 falleció)
- Trond Gardarsson † (22 de octubre de 1371-1381 falleció)
  - Hacon Ivari † (1381) (obispo electo)
- Nicolaus Rusare † (1382-1386 falleció)
- Vinald Henriksson † (7 de junio de 1387-1402 falleció)
- Eskill † (20 de diciembre de 1402-11 de marzo de 1428 falleció)
- Aslak Bolt † (27 de diciembre de 1429-mayo de 1449 falleció)
  - Olav † (1450) (obispo electo)
- Henrik Kalteisen, O.P. † (28 de febrero de 1452-1459 nombrado obispo titular de Cesarea de Palestina)
- Olav Trondsson † (14 de febrero de 1459-1474 falleció)
- Gaute † (14 de junio de 1475-14 de mayo de 1510 falleció)
- Erik Valkendorf † (14 de agosto de 1510-28 de noviembre de 1522 falleció)
- Olav Engelbrektsson † (9 de diciembre de 1523-1538 falleció)